# Forță de suprafață

Un corp pe un plan înclinat și schema forțelor care acționează asupra corpului, care arată forța de suprafață prin care planul înclinat acționează asupra părții inferioare a corpului și descompunerea ei în două componente, o forță normală, N, și o forță tăietoare de frecare, f, împreună cu forța de volum a gravitației, mg, care acționează asupra corpului în centrul de masă

În fizică o forță de suprafață, notată fs, este forța care acționează asupra unui element de suprafață intern sau extern dintr-un corp material. Forțele normale și cele tăietoare între obiecte sunt tipuri de forțe de suprafață. Toate forțele de coeziune și de contact dintre obiecte sunt considerate forțe de suprafață.
Forța de suprafață poate fi descompusă în două componente perpendiculare: forțe normale și forțe tăietoare. O forță normală acționează normal asupra unei zone, iar o forță tăietoare acționează tangențial asupra unei zone.

## Ecuații pentru forțele de suprafață

### Forțe de suprafață datorită presiunii
Forțele de suprafață datorită presiunii au valoarea
{\displaystyle f_{s}=p\cdot A\ },
unde p este presiunea, iar A este aria asupra căreia acționează presiunea uniformă.

## Exemplu

### Forță de suprafață dată de presiune
Deoarece presiunea este
{\displaystyle {\frac {\mathit {forta}}{\mathit {arie}}}=\mathrm {\frac {N}{m^{2}}} ,}
iar aria este
{\displaystyle (lungime)\cdot (latime)=\mathrm {m\cdot m} =\mathrm {m^{2}} },
presiunea de {\displaystyle 5\ \mathrm {\frac {N}{m^{2}}} =5\ \mathrm {Pa} } asupra unei arii de {\displaystyle 20\ \mathrm {m^{2}} } va produce o forță de suprafață de {\displaystyle (5\ \mathrm {Pa} )\cdot (20\ \mathrm {m^{2}} )=100\ \mathrm {N} .}